# Associazione Sportiva Taranto 1959-1960
Questa pagina raccoglie le informazioni riguardanti l'Associazione Sportiva Taranto nelle competizioni ufficiali della stagione 1959-1960.

## Rosa
| N. |                   | Ruolo | Calciatore           |
| -- | ----------------- | ----- | -------------------- |
|    | Italia (bandiera) | C     | Ermanno Alloni       |
|    | Italia (bandiera) | A     | Pietro Biagioli      |
|    | Italia (bandiera) | A     | Enore Boscolo        |
|    | Italia (bandiera) | D     | Silvano Bot          |
|    | Italia (bandiera) | C     | Umberto Buonfrate    |
|    | Italia (bandiera) | C     | Rocco D'Amore        |
|    | Italia (bandiera) | A     | Francesco De Lorenzo |
|    | Italia (bandiera) | A     | Amalio Ferrarese     |
|    | Italia (bandiera) | A     | Pietro Fiorindi      |
|    | Italia (bandiera) | A     | Achille Garbin       |

| N. |                   | Ruolo | Calciatore           |
| -- | ----------------- | ----- | -------------------- |
|    | Italia (bandiera) | C     | Antonio Giammarinaro |
|    | Italia (bandiera) | A     | Lamberto Giorgis     |
|    | Italia (bandiera) | P     | Cosimo Malacari      |
|    | Italia (bandiera) | D     | Giovanni Manzella    |
|    | Italia (bandiera) | C     | Martin Mataja        |
|    | Italia (bandiera) | C     | Nicolò Mazzolini     |
|    | Italia (bandiera) | C     | Giuliano Piovanelli  |
|    | Italia (bandiera) | D     | Romano Pontrelli     |
|    | Italia (bandiera) | P     | Fabio Soldaini       |
|    | Italia (bandiera) | D     | Mirco Tagliamento    |

## Risultati

### Serie B

#### Girone di andata
| 15 ottobre 1959 1ª giornata | Taranto | 2 – 1 | Reggiana |  |

| 1º novembre 2ª giornata | Taranto | 0 – 0 | Brescia |  |

| 4 ottobre 1959 3ª giornata | Catanzaro | 2 – 0 | Taranto |  |

| 11 ottobre 1959 4ª giornata | Taranto | 2 – 2 | Verona |  |

| 8 novembre 1953 5ª giornata | Arsenaltaranto | 2 – 0 | Ozo Mantova |  |

| 25 ottobre 1959 6ª giornata | Marzotto Valdagno | 3 – 0 | Taranto |  |

| 1º novembre 1959 7ª giornata | Torino | 4 – 0 | Taranto |  |

| 15 novembre 1959 8ª giornata | Taranto | 1 – 1 | Triestina |  |

| 8 ottobre 1967 9ª giornata | Parma | 1 – 0 | Taranto |  |

| 22 settembre 1946 10ª giornata | Taranto | 4 – 0 | Venezia |  |

| 29 novembre 1959 11ª giornata | Taranto | 0 – 1 | Cagliari |  |

| 13 dicembre 1959 12ª giornata | Como | 1 – 1 | Taranto |  |

| 15 settembre 1996 13ª giornata | Sambenedettese | 3 – 0 | Taranto |  |

| 8 dicembre 1949 14ª giornata | Arsenaltaranto | 1 – 0 | Lecco |  |

| 9 febbraio 1975 15ª giornata | Catania | 2 – 0 | Taranto |  |

| 10 gennaio 1960 16ª giornata | Modena | 1 – 0 | Taranto |  |

| 16 novembre 1986 17ª giornata | Taranto | 1 – 0 | Novara |  |

| 24 gennaio 1960 18ª giornata | Taranto | 1 – 2 | Messina |  |

| 31 gennaio 1960 19ª giornata | Simmenthal-Monza | 4 – 1 | Taranto |  |

#### Girone di ritorno
| 8 febbraio 1960 20ª giornata | Reggiana | 2 – 0 | Taranto |  |

| 15 febbraio 1960 21ª giornata | Brescia | 3 – 0 | Taranto |  |

| 21 febbraio 1960 22ª giornata | Taranto | 1 – 1 | Catanzaro |  |

| 28 febbraio 1960 23ª giornata | Verona | 0 – 0 | Taranto |  |

| 6 marzo 1960 24ª giornata | Ozo Mantova | 2 – 0 | Taranto |  |

| 13 marzo 1960 25ª giornata | Taranto | 2 – 1 | Marzotto Valdagno |  |

| 20 marzo 1960 26ª giornata | Taranto | 0 – 0 | Torino |  |

| 27 marzo 1960 27ª giornata | Triestina | 0 – 0 | Taranto |  |

| 3 aprile 1960 28ª giornata | Taranto | 2 – 1 | Parma |  |

| 10 aprile 1960 29ª giornata | Venezia | 0 – 0 | Taranto |  |

| 17 aprile 1960 30ª giornata | Cagliari | 0 – 1 | Taranto |  |

| 24 aprile 1960 31ª giornata | Taranto | 3 – 1 | Como |  |

| 1º maggio 1960 32ª giornata | Taranto | 2 – 0 | Sambenedettese |  |

| 8 maggio 1960 33ª giornata | Lecco | 2 – 0 | Taranto |  |

| 15 maggio 1960 34ª giornata | Taranto | 2 – 3 | Catania |  |

| 22 maggio 1960 35ª giornata | Taranto | 2 – 0 | Modena |  |

| 26 maggio 1960 36ª giornata | Novara | 2 – 0 | Taranto |  |

| 29 maggio 1960 37ª giornata | Messina | 1 – 0 | Taranto |  |

| 5 giugno 1960 38ª giornata | Taranto | 2 – 1 | Simmenthal-Monza |  |

## Statistiche

### Statistiche di squadra
| Competizione | Punti | In casa | In casa | In casa | In casa | In casa | In casa | In trasferta | In trasferta | In trasferta | In trasferta | In trasferta | In trasferta | Totale | Totale | Totale | Totale | Totale | Totale | DR  |
| Competizione | Punti | G       | V       | N       | P       | Gf      | Gs      | G            | V            | N            | P            | Gf           | Gs           | G      | V      | N      | P      | Gf     | Gs     | DR  |
| ------------ | ----- | ------- | ------- | ------- | ------- | ------- | ------- | ------------ | ------------ | ------------ | ------------ | ------------ | ------------ | ------ | ------ | ------ | ------ | ------ | ------ | --- |
| Serie B      | 33    | 19      | 11      | 5       | 3       | 30      | 15      | 19           | 1            | 4            | 14           | 3            | 33           | 38     | 12     | 9      | 17     | 33     | 48     | -15 |
| Coppa Italia |       | -       | -       | -       | -       | -       | -       | 1            | 0            | 0            | 1            | 1            | 3            | 1      | 0      | 0      | 1      | 1      | 3      | -2  |
| Totale       |       | 19      | 11      | 5       | 3       | 30      | 15      | 20           | 1            | 4            | 15           | 4            | 36           | 39     | 12     | 9      | 18     | 34     | 51     | -17 |

### Statistiche dei giocatori
| Giocatore       | Serie B  | Serie B | Coppa Italia | Coppa Italia | Totale   | Totale |
| Giocatore       | Presenze | Reti    | Presenze     | Reti         | Presenze | Reti   |
| --------------- | -------- | ------- | ------------ | ------------ | -------- | ------ |
| E. Alloni       | 22       | 0       | 1            | 0            | 23       | 0      |
| P. Biagioli     | 35       | 8       | -            | -            | 35       | 8      |
| E. Boscolo      | 7        | 0       | -            | -            | 7        | 0      |
| S. Bot          | 4        | 0       | 1            | 0            | 5        | 0      |
| U. Buonfrate    | 19       | 1       | -            | -            | 19       | 1      |
| R. D'Amore      | 24       | 0       | -            | -            | 24       | 0      |
| F. De Lorenzo   | 3        | 0       | 1            | 0            | 4        | 0      |
| A. Ferrarese    | 32       | 2       | 1            | 0            | 33       | 2      |
| P. Fiorindi     | 36       | 13      | 1            | 1            | 37       | 14     |
| A. Garbin       | 5        | 0       | -            | -            | 5        | 0      |
| A. Giammarinaro | 37       | 6       | 1            | 0            | 38       | 6      |
| L. Giorgis      | 38       | 3       | 1            | 0            | 39       | 3      |
| C. Malacari     | 10       | -16     | -            | -            | 10       | -16    |
| G. Manzella     | 29       | 0       | -            | -            | 29       | 0      |
| M. Mataja       | 6        | 0       | 1            | 0            | 7        | 0      |
| N. Mazzolini    | 1        | 0       | -            | -            | 1        | 0      |
| G. Piovanelli   | 30       | 0       | -            | -            | 30       | 0      |
| R. Pontrelli    | 32       | 0       | 1            | 0            | 33       | 0      |
| F. Soldaini     | 28       | -32     | 1            | -3           | 29       | -35    |
| M. Tagliamento  | 20       | 0       | 1            | 0            | 21       | 0      |